# 金原節三
金原 節三（きんばら せつぞう、1901年11月3日 - 1976年10月29日）は、日本陸軍軍医（耳鼻咽喉科）、陸上自衛隊医官。第三代陸上幕僚監部衛生監。陸将。医学博士。

## 経歴
愛知県名古屋市出身。1919年（大正8年）3月、静岡県立静岡中学校卒業。第八高等学校を経て、陸軍に入り、1926年（大正15年）東京帝国大学医学部（陸軍依託学生）卒業。同年6月、陸軍二等軍医。同年8月、陸軍軍医学校（～昭和2年6月）。1928年（昭和3年）5月、済南事変のため出征（～昭和4年4月）、1929年（昭和4年）4月、東京帝大大学院耳鼻咽喉科・増田胤次教授に師事（～昭和6年3月）。1929年（昭和4年）8月（一等軍医）。1932年（昭和7年）8月、東京第一衛戍病院付。1934年（昭和9年）1月、陸軍省軍務局付。同年12月、ドイツ駐在（～昭和11年8月 軍事研究）。1936年（昭和11年）8月、三等軍医正、軍医学校付。1937年（昭和12年）8月、医務局医事課員、逓信省事務官。1938年（昭和13年）2月、航空局事務官（～昭和14年3月）。1938年（昭和13年）6月、傷兵保護院事務官（～昭和14年3月）。1941年（昭和16年）11月、医務局医事課長（〜昭和18年9月）。1942年（昭和17年）8月、軍医大佐。1943年（昭和18年）9月、近衛第二師団（スマトラ）軍医部長。1944年（昭和19年）10月、第15軍（ビルマ）軍医部長。1945年（昭和20年）7月、第38軍（仏印）軍医部長。1946年（昭和21年）5月、帰還復員。同年6月、厚生省東海北陸医務出張所長。1947年（昭和22年）12月、退官（公職追放）。1948年（昭和23年）1月、名古屋市にて開業（金原医院）。1955年（昭和30年）8月、防衛庁に入庁と同時に陸将補任命、陸上自衛隊衛生学校長（〜昭和32年12月）。陸上幕僚監部衛生課長から陸将、第三代陸上幕僚監部衛生監。1961年（昭和36年）11月、退官。

## 著作
- 『金原節三陸軍省業務日誌摘録』 金原節三 著 ; 波多野澄雄, 茶谷誠一 編集 東出版 現代史料 2016.6
- 『大東亜戦争陸軍衛生史』 編集:陸上自衛隊衛生学校 陸上自衛隊衛生学校 1971